# 歐洲自行車路網
歐洲自行車路網（EuroVelo）是歐洲自行車協會推動的一項跨國自行車交通計畫，目前共有19條路線（含已完成與規劃中）。截至2022年11月為止，已有超過56,000公里（35,000英里）長度的路徑完工，預計全面完工後的路線總長將近為90,000公里（約合56,000英里）。

## 沿革
最早的討論可溯自1990年，當時由丹麥、英國等多個組織，以及歐洲自行車協會共同推進工作。2007年8月起，由歐洲自行車協會全面接手，之後在財政拮据的條件下，緩步進行線路的建設，並且開始打開線路品牌的知名度。
過程中，對路線的劃定和變更有過多次討論，較著名者當屬2011年9月加入的第13號線、第15號線，前者是目前路網中總距最長的路線（後者則是最短）。
2023年9月，歐洲自行車協會公布了第16號線的規劃，這條1,896公里長的新路線將串接里斯本、马德里、潘普洛納等西班牙大城，預計2028年竣工。

## 各線資訊

### 2號線：首都線
- 長度：5,050公里（3,140英里）
- 途經：愛爾蘭、英格蘭、荷蘭、德國、波蘭、白羅斯、俄羅斯等國
- 沿線重要城市：戈尔韦－阿斯隆－都柏林－霍利希德－布里斯托尔－巴斯－雷丁－伦敦－哈里奇－角港－海牙－乌得勒支－明斯特－德绍－柏林－波茲南－华沙－明斯克－莫斯科

### 13號線：鐵幕線
- 長度：9,950公里（6,180英里）

### 14號線
- 途經：奧地利、匈牙利

### 15號線：萊茵環線
- 長度：1,500公里（930英里）

### 17號線：羅那環線
- 途經：瑞士、法國

### 19號線
- 途經：法國、比利時、荷蘭

## 外部連結
- 官方网站
- 【單車環遊世界】歐洲自行車路線網 （页面存档备份，存于）